# Gil de Albornoz
Gil de Albornoz (castellà: Gil Álvarez Carillo de Albornoz)  (Carrascosa del Campo, 1310 - Viterbo, 23 d'agost de 1367) va ser arquebisbe de Toledo i experimentat militar, que havia lluitat per a Alfons XI de Castella a la batalla del riu Salado i en el setge d'Algesires. Des del seu exili a Avinyó, el papa Climent VI, aprofitant l'estada d'Albornoz a la seu pontifícia, el va ordenar cardenal i li va encomanar la missió de reclutar un exèrcit. Dos anys més tard (1353) sota el pontificat d'Innocenci VI, Gil de Albornoz va anar als Estats Pontificis amb una butlla que li atorgava plens poders.

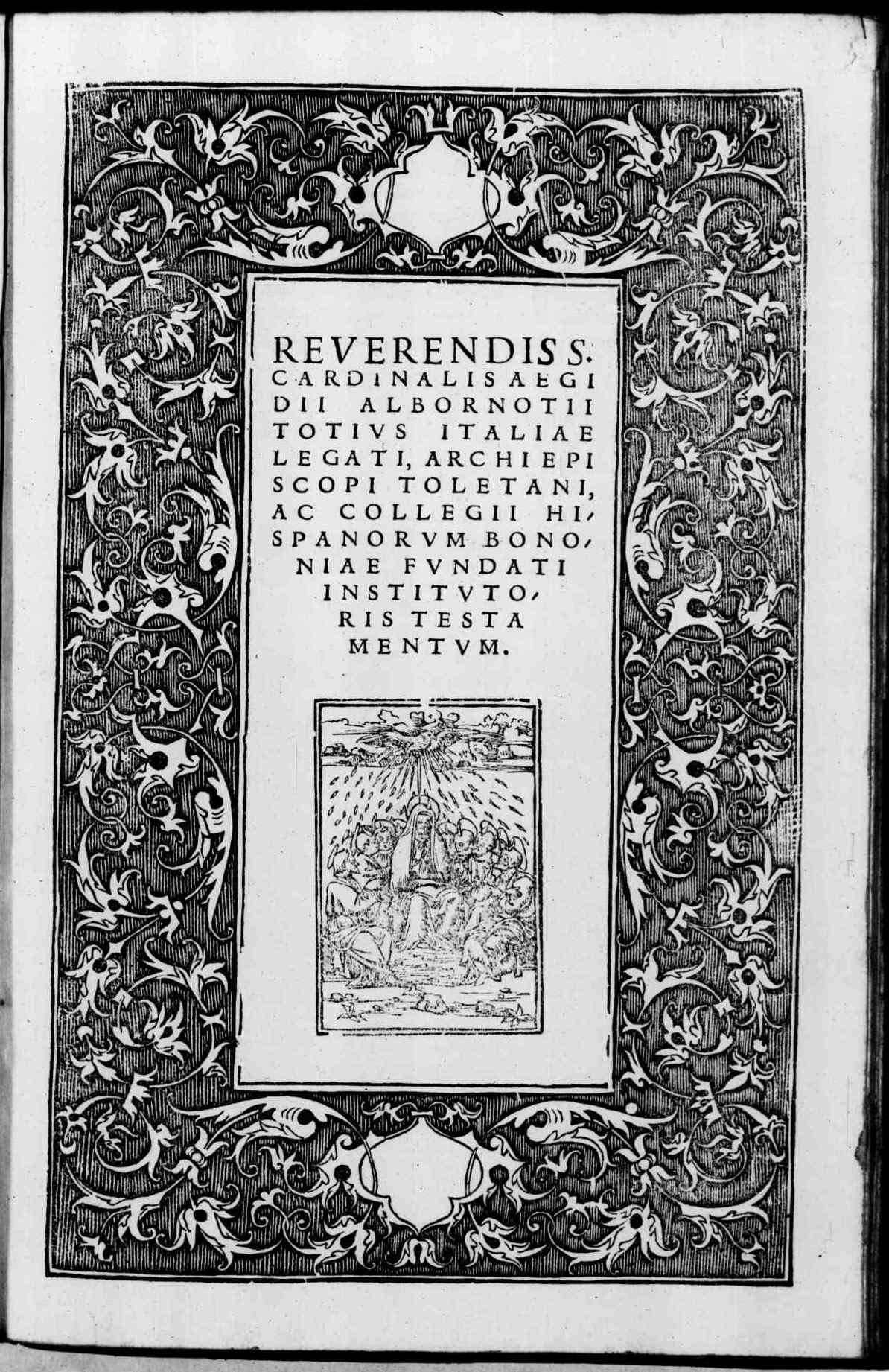
Testamentum, 1533

Albornoz, com a legat pontifici, va recuperar militarment els territoris que el papat considerava que li havien estat usurpats, i va doblegar els insubordinats i altius nobles italians. Els Estats Pontificis es van tornar a agrupar al voltant de l'obediència al Papa.
Albornoz també va redactar i posar a la pràctica el primer marc jurídic específic dels Estats Pontificis, les Constitutiones Aegidianae, que seguirien en funcionament fins als Pactes del Laterà del (1929).
Gil de Albornoz va morir a Viterbo, (Italia), el 24 d'agost de 1367, i va llegar tot el seu patrimoni per a la construcció d'un "Collegium Hispanicum" a Bolonya (actualment Real Colegio de España), on, entre d'altres, va estudiar l'humanista Antonio de Nebrija.